# Højfjolde
Højfjolde (dansk) eller Hochviöl (tysk) er en bebyggelse beliggende på gesten ved Arlåens ovre løb i Sydslesvig. Administrativt hører stedet under Fjolde kommune i Nordfrislands kreds i den nordtyske delstat Slesvig-Holsten. I kirkelig henseende hører Højfjolde til Svesing Sogn. Sognet lå i Sønder Gøs Herred (Husum Amt, Sønderjylland), da området tilhørte Danmark. 
Højfjolde blev (sammen med Hokstrup) indlemmet i Fjolde Kommune i 1976. Modsat de andre landsbyer og bosteder i kommunen hører den syd for Arlåen beliggende Højfjolde ikke under Fjolde, men under Svesing Sogn i Sønder Gøs Herred.
Højfjolde er første gang nævnt 1352. Forleddet er sandsynligvis hø (mda. hy). Højfolde tilhører den gruppe af landsbyer i omegnen, som har stednavnendelse -fjolde. Gruppen omfatter (ud over Højfjolde) Fjolde, Arenfjolde (også Arnfjolde), Arenfjoldemark og Østerfjolde. Endelsen stammer fra gammeldansk Fialdæ og beytder dyrket jord. Den historiske forbindelse mellem fjolde-byerne er dog uklar.